# 興聖寺 (鎌倉市)
興聖寺（こうしょうじ）は、かつて神奈川県鎌倉市にあった臨済宗の寺院。山号は功臣山。関東十刹の一つであった。

## 歴史

### 臨済宗関東十刹
夢窓疎石を開山とし、関東十刹に列せられたが、のちに廃寺となる。興聖寺が廃寺となった年は判っていない。
功臣山の山号は、報国寺 (鎌倉市)の山号と同じであるが、開山が違うので同一寺とみることはできない。
寺名が見出されるのは、五山記考異に関東十刹として、「功臣山興聖寺」とあるほか、鎌倉五山記の別伝に十刹の一として記載がある。